# 东曹庄村 (兖州市漕河镇)
东曹庄，中国山东省济宁市兖州市漕河镇所辖的一个行政村，位于该镇东北部。东曹庄西邻西曹庄，北邻宁阳县，东部和南部邻大安镇。因该地有寇准在此设阴曹村审潘仁美的传说，得名曹庄。曹庄一分为三后，该村居东，故名东曹庄。面积1.24平方公里(1860亩)，总人口516。邮编272113。